# NECエンジニアリング
NECエンジニアリング株式会社（英文名称 NEC Engineering,Ltd.）は、かつて存在したNECグループの企業。
2017年4月1日付でNECプラットフォームズに吸収合併された。

## 概要
無線技術・センサ技術・画像技術をコア技術としており、業務アプリケーション・組み込みソフトの開発だけでなくネットワーク関連機器の設計、ネットワーク構築サービス手掛けていた。携帯電話、基地局の開発、また宇宙開発でも衛星をはじめ、衛星基地局装置のハードウェアの開発およびシステム設計もおこなっていた。図書館などで見られるキオスク端末の開発も行っており、その事業領域は多岐にわたった。

## 沿革
- 1975年 - 日本電気エンジニアリング株式会社創立
- 1996年 - 全事業部のISO 9001認証取得完了
- 1997年 - 一般建設業許可取得（電気通信工事業）
- 2001年 - 特定建設業許可取得（電気通信工事業）
- 2002年 - ISO 9001（2000年版）全社一本化取得
- 2003年 - ISO 14001認証取得（本社地区）
- 2005年 - 全社レベルでISO 14001認証取得。現在の社名になる。
- 2006年 - プライバシーマークの付与認定
- 2008年 - 本社移転。ISO 27001認証取得（第一システムソリューション事業部）
- 2009年 - ISO 27001認証取得（第二システムソリューション事業部、モバイルブロードバンド事業部、営業本部）
- 2010年 - 創立35周年
- 2011年 - 全社レベルでISO/IEC 27001認証取得
- 2013年 - NECコントロールシステムを吸収合併、神奈川県川崎市へ本社移転
- 2017年 - 親会社であるNECによる生産体制の見直しで、NECプラットフォームズに吸収合併

## 製品
- 17型マルチタッチ液晶のキオスク端末を販売[2]

- ESD（静電気放電）可視化システム[3]

## 事業所
- 本社（NEC玉川事業場 ルネッサンスシティ、玉川ソリューションセンター） 
神奈川県川崎市中原区下沼部1753番地
- 事業拠点
品川事業所 - 東京都品川区東品川四丁目10番27号（住友不動産品川ビル）
我孫子事業所 - 千葉県我孫子市日の出1131番地（NEC我孫子事業場）
府中事業所 - 東京都府中市住吉町五丁目22番地5号（NEC中河原技術センター）
関西事業所（大阪） - 大阪府大阪市中央区城見一丁目4番24号（NEC関西ビル 11F）